# Helium Vola
Helium Vola es una banda de música alemana Darkwave o "Electro-Medieval" fundada en 2001 por Ernst Horn, quien fue uno de los miembros fundadores de Qntal.
Generalmente sus letras son escritas en Latín, alemán medieval, y en algunas lenguas Europeas incluyendo el Inglés.

## Discografía
- Omnis Mundi Creatura (Chrom Records: 2001) Sencillo
- Helium Vola (Chrom Records: 2001) Álbum
- Veni Veni (Chrom Records : 2004) Sencillo
- Liod (Chrom Records: 2004) Álbum
- In lichter Farbe steht der Wald (Chrom Records: 2004) Sencillo
- Für Euch, Die Ihr Liebt (Indigo: 2009), Álbum
- Wohin? (Chrom Records/Indigo: 2013), Álbum